# ヴァノ・カルカゼ
ヴァノ・カルカゼ（グルジア語: ვანო კარკაძე、グルジア語ラテン翻字: Vano Karkadze、2000年6月25日 - ）は、トップ14・モンペリエ・エロー・ラグビーに所属するラグビーユニオン選手。

## プロフィール
- ジョージア・トビリシ出身。
- ポジションはフッカー(HO)。
- 身長 174cm、体重 108kg
- U20ジョージア代表に選ばれたことがある[1]。
- ジョージア代表キャップは11（2024年10月現在）でラグビーワールドカップ2019・ラグビーワールドカップ2023のジョージア代表に選ばれた[2]。

## 略歴
オーリヤックを経て、2019年、CAブリーヴに加入。 
2023年、モンペリエに加入。 